# Engelmundus

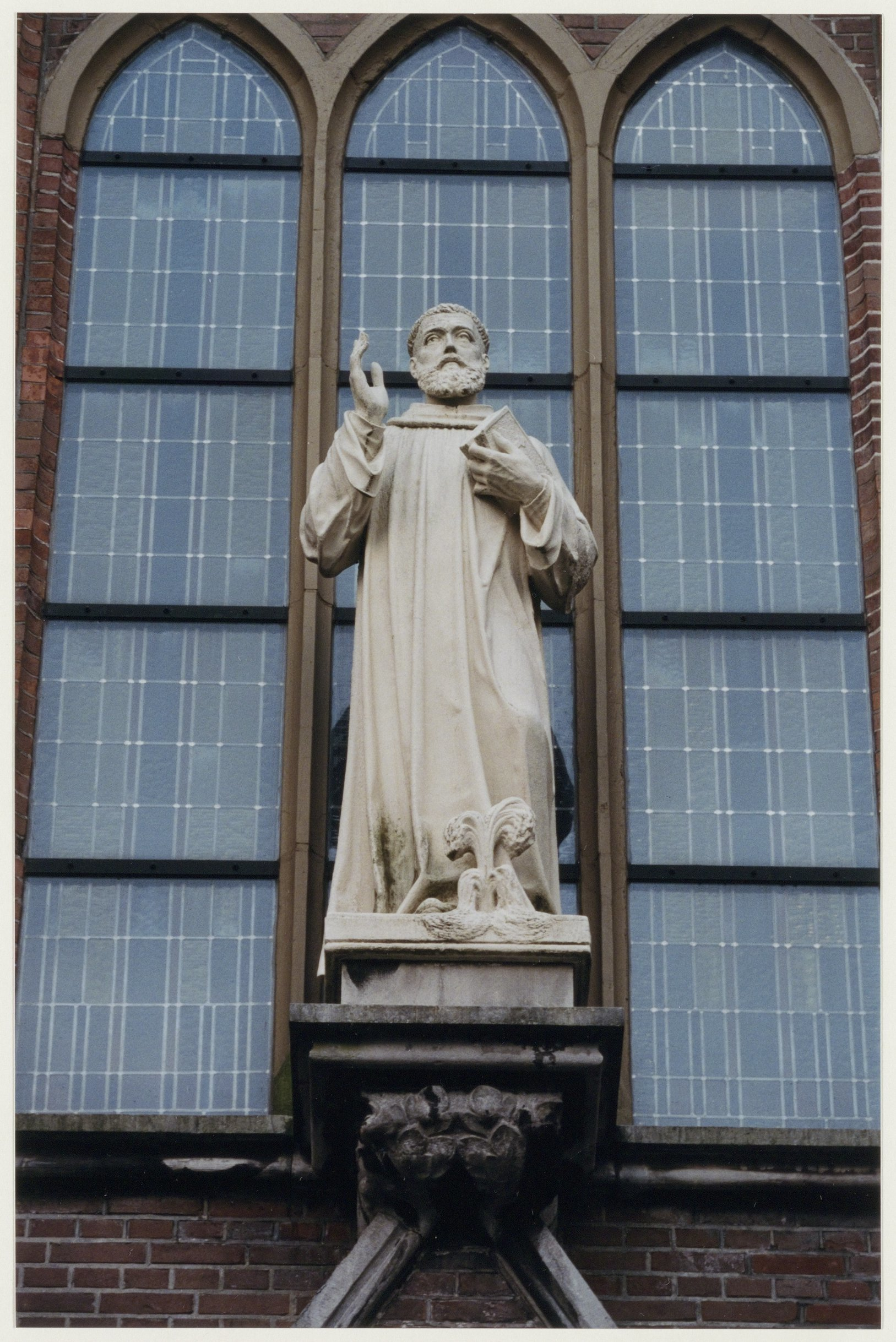
Darstellung des hl. Engelmundus an der Kirche von Driehuis

Engelmundus (auch: Engelmundus von Velsen) war ein Benediktiner und Heiliger, der im 7. Jahrhundert als Missionar lebte. Es sind nur wenige Überlieferungen über ihn bekannt. Seine Missionstätigkeit soll in der Region Kennemerland in Nordholland stattgefunden haben, wo er um das Jahr 680 in Velsen verstorben sein soll. Sein Gedenktag ist der 21. Juni.
Engelmundus soll in England geboren worden sein, wo er als Benediktinermönch Abt eines Klosters wurde. Zu einem unbekannten Zeitpunkt soll er als Missionar nach Holland entsandt worden sein. Möglicherweise missionierte er im Auftrag des heiligen Willibrord als Teil dessen Gefolges.
Teile der Reliquien des heiligen Engelmundus befinden sich in der St.-Bavo-Kathedrale in Haarlem. In der Region Velsen sind ihm drei Kirchen gewidmet bzw. tragen seinen Namen, darunter die evangelische Engelmunduskerk in Velsen und die altkatholische Kirche St. Engelmundus in IJmuiden.